# Ікарія (аеропорт)
Міжнародний аеропорт острів Ікарія (грец. Κρατικός Αερολιμένας Ικαρίας) (IATA: JIK, ICAO: LGIK) — аеропорт розташовано на острові Ікарія, Греція. Аеропорт було відкрито 14 червня 1995.

## Авіакомпанії та напрямки
| Авіакомпанія   | Пункт призначення       |
| -------------- | ----------------------- |
| Astra Airlines | Афіни, Лемнос, Салоніки |
| Olympic Air    | Афіни                   |
| Sky Express    | Афіни                   |